# Partido atrapalotodo
Un partido atrapalotodo, partido atrapatodo o metapartido (también denominado partido multicomprensivo e incluso partido escoba; en inglés: catch-all party) es un tipo de partido político que busca atraer votantes de diversos puntos de vista e ideologías, en contraposición con otros partidos que defienden una ideología determinada y que buscan votantes que se adhieran a esa ideología específica.

## Historia
El término fue introducido por Otto Kirchheimer en 1966 para referirse a una nueva tipología de partido que apareció tras la Segunda Guerra Mundial a causa de la exigencia por parte de los partidos de masas de atraer al máximo número de electores y de trascender los intereses de grupo con el fin de conseguir una mayor confianza general.
Otros autores han aplicado el concepto de partido atrapalotodo a períodos anteriores, por ejemplo, la Unión Cívica Radical en la Argentina entre 1916 y 1930. El término ha sido también introducido como una categoría en la famosa tipología de partidos políticos de Maurice Duverger.

## Características
Algunas características que distinguen al partido atrapalotodo del que busca un tipo concreto de votante son:
1. Una drástica reducción del bagaje ideológico;
2. Un menor énfasis en una determinada clase social para reclutar electores entre toda la población;
3. Asegurar el acceso a diversos grupos de interés.

Del mismo modo, la principal característica de estos partidos, según Kirchheimer, es la de concentrar sus energías en la competición electoral a través de la elección de temas con los que buscan un amplio consenso con la población general (como puede ser la seguridad ciudadana, un tema utilizado desde diversas perspectivas por las principales fuerzas políticas que aspiran al gobierno).

## Ejemplos

### Argentina
Desde su fundación el Partido Justicialista ha sido un partido peronista con características de atrapalotodo. Su avance y plataforma ideológica se concentran en la figura de Juan Perón y su esposa Eva. No obstante, desde que Néstor Kirchner asumió la presidencia en 2003, las posturas ideológicas del partido han virado hacia la centro-izquierda. Históricamente, los partidos que se nombran peronistas se han dividido en facciones de izquierda y de derecha, y si bien el kirchnerismo es simultáneamente el sector mayoritario que domina el partido y el ala izquierda del mismo, las facciones de derecha y centroderecha siguen existiendo dentro del peronismo.
Asimismo, Juntos por el Cambio es una coalición política argentina con características de atrapalotodo, esta fue creada en 2015 como Cambiemos. Esta coalición está compuesta por partidos de un diverso espectro político, como lo es: Propuesta Republicana (centroderecha), Coalición Cívica ARI (centro) y Unión Cívica Radical (centro), con el objetivo común de oposición a los partidos peronistas. Esta se considera una coalición de centro derecha. 

### Brasil
En Brasil, el denominado centrão (tdl. ‘gran centro’) es el término utilizado para describir al gran bloque de partidos políticos que no tienen una orientación ideológica específica o consistente y cuyo objetivo es mantener la proximidad al poder ejecutivo para garantizar ventajas y permitirles distribuir privilegios a través de redes clientelistas. 
El Movimiento Democrático Brasileño (MDB) es uno de los partidos de la "Centrão" y atrapalotodo más antiguos y notables de Brasil. A pesar de ser su partido más grande, tanto en número de miembros como de funcionarios electos, nunca ha elegido presidente. Esto lo ha llevado a utilizar su posición como partido mayoritario como "moneda de cambio" para la obtención de privilegios y ventajas. El MDB fue fundado en 1965, al comienzo de la dictadura militar brasileña, como parte de un sistema bipartidista impuesto por la dictadura. En este sistema los únicos partidos permitidos eran el Partido Alianza Renovadora Nacional (ARENA), un partido comodín que representaba los intereses de la dictadura, y el MDB, un partido formado para representar una amplia oposición moderada y menos radical a la dictadura, sin un programa claro excepto la democratización del país.
Otros partidos de la centrão tradicional son los Republicanos (REP), los Progresistas (PP), el Partido Liberal (PL), el Partido Laborista Brasileño (PTB), el Partido Podemos (PODE), el partido Unión Brasil (UB), el Partido Socialdemócrata (PSD), el Partido Social Cristiano (PSC), el Acta (AGIR), el Patriota (PATRI), el partido Adelante (AVANTE), el partido Solidaridad (SD) y el Partido Republicano del Orden Social (PROS). 

### Colombia
En Colombia, un ejemplo claro es el Partido de la U, que ha demostrado un maleable bagaje ideológico para capturar los votos de la opinión pública.

### Perú
En el Perú, Acción Popular es considerado un partido atrapalotodo, donde existen facciones indigenistas, socialdemócratas y reformistas más fieles a las bases ideológicas del primer gobierno de Fernando Belaúnde Terry, facción representada desde el (2001-2023) por Yonhy Lescano y Mesías Guevara, el 2023 renunciaron ambos Lescano y Guevara. Hasta facciones más cercanas al neoliberalismo, representadas por Maricarmen Alva y Manuel Merino. 
Asimismo, Alianza para el Progreso es un partido que no sigue una línea ideológica definida, generando alianzas y acuerdos con el gobierno de turno promoviendo la gobernabilidad.

### México
El Partido Revolucionario Institucional (PRI) ejerció el poder en México durante 71 años ininterrumpidos, de 1929 al 2000. Se fundó después de la Revolución Mexicana, por el presidente Plutarco Elías Calles. Entonces conocido como el Partido Nacional Revolucionario, se fundó con la intención de brindar un espacio político que permitiera participar a todos los líderes y combatientes sobrevivientes de la Revolución Mexicana y con ello resolver la crisis política causada por el asesinato del presidente electo Álvaro Obregón en 1928. Como lo plantean politólogos especializados, su permanencia en el poder se logró gracias a su capacidad corporativa de incluir a los distintos sectores que participaron en el movimiento armado, así como su flexibilidad ideológica.
A lo largo de sus nueve décadas de existencia, el PRI ha adoptado una gama amplia de ideologías y posiciones. Muchas de ellas fueron determinadas por el Presidente de la República en turno. Por ejemplo, el partido nacionalizó la industria petrolera en 1938 y la industria bancaria en 1982: después, en esa misma década, el partido impuso reformas que avanzaron la lógica neoliberal. Como lo es la privatización de empresas estatales, el impulso de relaciones más estrechas con la Iglesia católica, la adopción del capitalismo de libre mercado, entre otras.

### Uruguay
Los partidos tradicionales de Uruguay durante buena parte de los siglos XIX y XX son un buen ejemplo de partido atrapalotodo. Los partidos Colorado y Nacional, nacidos en 1836, rápidamente hegemonizaron la escena política, cosechando siempre más del 90% de los votos en todas las elecciones hasta 1966.